# Hippolyt von Rom

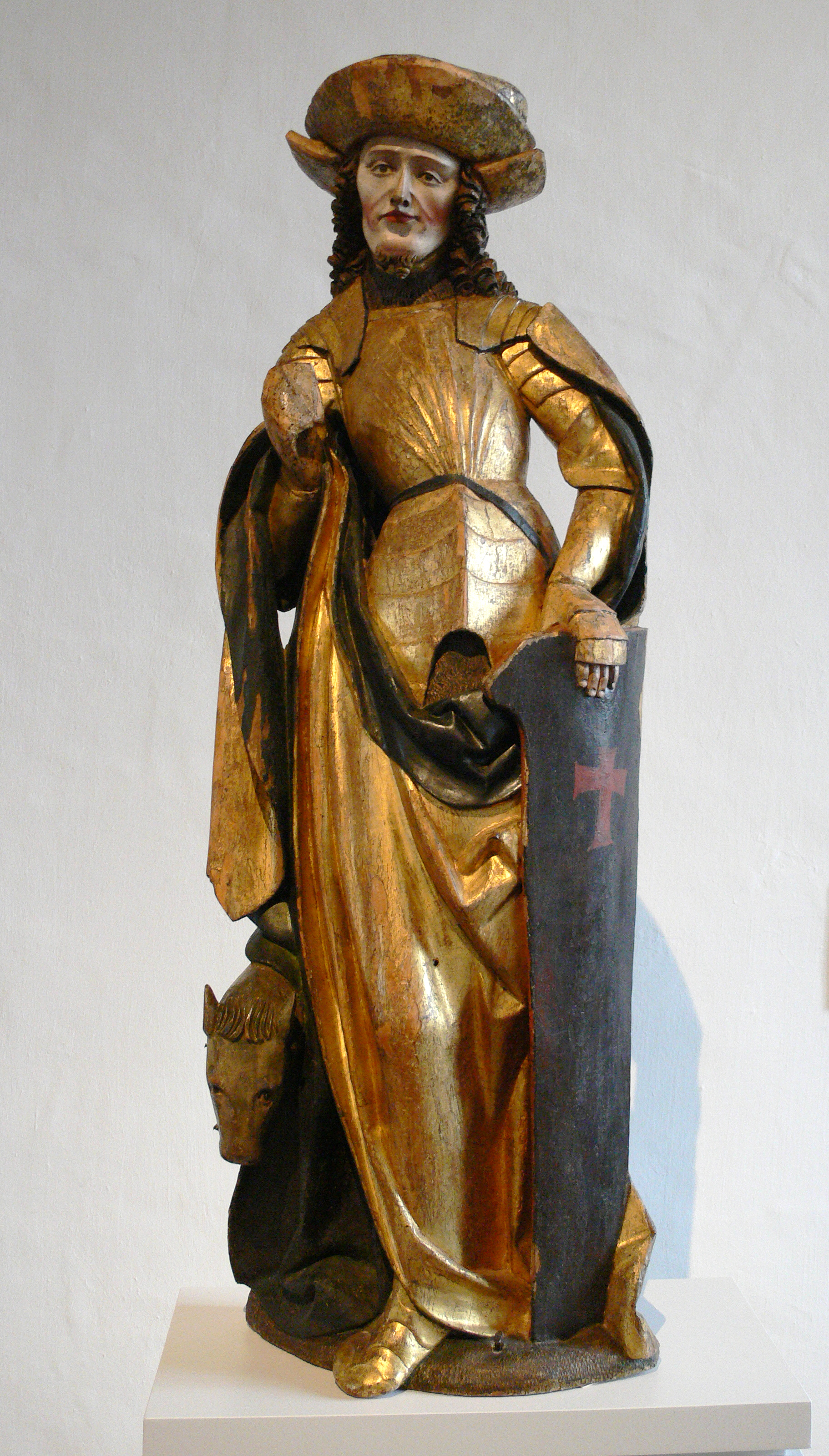
Hl. Hippolyt, Statue aus einer Werkstatt in Altenberg, Sachsen, um 1515 (Schloßbergmuseum Chemnitz)

Hippolyt (altgriechisch Ἱππόλυτος Hippólytos, latinisiert Hippolytus; * um 170 vermutlich im Osten des römischen Reiches; † 235 auf Sardinien) wirkte ab etwa 192 als Presbyter wahrscheinlich in Rom. Der Schüler des Kirchenvaters Irenäus gilt selbst als bedeutender frühchristlicher Autor. Ab 217 lebte er in Rom und war ein Zeitgenosse und Widersacher des liberaleren Bischofs Calixt I.

## Leben
Die schriftstellerischen Aktivitäten Hippolyts sind durch eine Fülle von Werklisten, die sich bei anderen Kirchenvätern finden, belegt. Seine biografischen Daten hingegen, vor allem sein kirchliches Amt und sein Sitz, sind seit vielen Jahrzehnten umstritten. Grund hierfür ist die sich zum Teil widersprechende Quellenlage. Manche Quellen legen nahe, dass Hippolyt in Rom gewirkt hat. Der Chronograph von 354, eine Sammlung noch älterer amtlicher römischer Dokumente, führt z. B. in der Liste der Begräbnisorte der Märtyrer für die Iden des August 235 auf, dass Hippolyt in einer Katakombe an der Via Tiburtina in Rom bestattet worden sei.
Ein frühes Zeugnis stammt von Eusebius von Caesarea (um 260 – um 340). Er listet in seiner Kirchengeschichte eine Reihe der Werke Hippolyts auf und bezeichnet ihn dabei als Bischof, allerdings ohne den Ort anzugeben. Im darauffolgenden Kapitel nennt er ihn einen Zeitgenossen des Papstes Zephyrin († 217). Den Bischofstitel bestätigt etwas später Apollinaris von Laodicea (um 315 – um 390), der Hippolyt darüber hinaus jedoch ausdrücklich „Bischof von Rom“ nennt.
Ähnliches ist den Werken des Hieronymus (347–420) zu entnehmen. Über Eusebius hinaus kennt er weitere Texte Hippolyts. Auffällig ist, dass er in der Frage des Bischofssitzes nicht der Zuweisung seines Lehrers Apollinaris, der Hippolyt „Bischof von Rom“ genannt hatte, folgt, sondern ausdrücklich betont, den Ort des Bischofsamtes Hippolyts nicht zu kennen. Hieronymus notiert ferner, dass Hippolyt als Märtyrer gestorben sei. Diese Doppelbezeichnung als „Bischof und Märtyrer“ findet sich in der Folge bei zahlreichen Schriftstellern, u. a. bei Theodoret (393–460).
Eine andere, spätere Tradition bezeichnet Hippolyt dagegen als Bischof des römischen Hafens Porto, so das Chronicon Paschale von 629. Die Zuordnung dieser Stadt zu Hippolyt ist vor allem in der Ostkirche weit verbreitet. Ein Vergleich der in diesen Quellen aufgelisteten Werke (so z. B. bei Georgios Synkellos († um 810)) macht aber deutlich, dass es sich um die gleiche Person wie bei Hieronymus handelt. Ein archäologisches Zeugnis beweist die Verbindung von Hippolyt mit Porto: Auf der Isola Sacra, einer Insel im Tiber unmittelbar südlich von Porto, wurden ab 1970 die Reste einer frühchristlichen Basilika ausgegraben. Sie wurde bereits am Ende des 4. Jahrhunderts unter Bischof Heraclida errichtet. Unter dem Altar wurde ein leerer Sarkophag aus dem dritten Jahrhundert aufgefunden, den eine Inschrift, allerdings erst aus dem 9. Jahrhundert, als Begräbnisstätte Hippolyts bezeichnet.

## Der Konflikt mit Calixt I. und Hippolyt als angeblicher Gegenpapst
Hippolyt war ausweislich der Refutatio omnium haeresium ein scharfer Gegner des römischen Bischofs Calixt und griff diesen polemisch an. Der Autor der Refutatio verurteilte die von Calixt bejahte Möglichkeit der Wiederholung der Buße und bezichtigte diesen schwerer Glaubensirrtümer (Monarchianismus).
Die häufige Bezeichnung von Hippolyt als ‚Gegenpapst‘ geht auf die Interpretation dieses Konfliktes als Schisma durch Döllinger zurück. Er stützte seine Interpretation darauf, dass Hippolyt (nicht, wie man damals meinte, Origines) der Autor der Refutatio sei und sich ausweislich des Vorworts derselben im Streit mit Calixt selbst als Bischof gesehen habe. Auch die irrige Bezeichnung von Hippolyt als Novatianer durch Damasus I. könnte dadurch erklärt werden, dass Damasus Hippolyt als Schismatiker kannte, sich allerdings in der dogmatischen Einordnung irrte; dazu kommen spätere chronikalische Quellen, die Hippolyt als „Bischof von Rom“ bezeichnen. Den Ausdruck ‚Gegenpapst‘ verwendet Döllinger dabei nicht, wohl aber die ihn zitierenden Publikationen (Fachliteratur, Publizistik, Lexika). Zur weiten Verbreitung dieser Deutung trugen Standardwerke wie Hefeles Konziliengeschichte und Hallers Papsttum bei.
Während die Forschung Döllinger hinsichtlich der Autorschaft der Refutatio weitgehend gefolgt ist, wird die Deutung als Bischof (und damit als Schismatiker und  ‚Gegenpapst‘) teilweise geteilt (Marcovich), teilweise auch nicht.

## Werke und Zuschreibungen

### Traditio Apostolica
Das heute mit Abstand bekannteste Werk, das mit Hippolyt in Verbindung gebracht wird, ist die Traditio Apostolica („Apostolische Überlieferung“). Es handelt sich um eine Kirchenordnung, die verschiedene Weihen, Ämter und Gruppen in der Gemeinde beschreibt, Angaben zur Vorbereitung und Spendung der Taufe sowie der Eucharistie macht und andere liturgische Bräuche schriftlich festhält. Während das griechische Original weitgehend verloren ging, liegen Übersetzungen in lateinischer, arabischer, koptischer und äthiopischer Sprache vor. Diese erhaltenen Fassungen weichen stark voneinander ab. Im 20. Jahrhundert wurde die Traditio Apostolica im Kontext der Liturgiereform stark rezipiert; nach dem Zweiten Vatikanum wurde das Gebet für die Bischofsweihe im Pontificale Romanum in Anlehnung an die Traditio neu formuliert.

### Andere Werke
Eusebius, Hieronymus und die sogenannte Hippolyt-Statue überliefern jeweils Listen mit unterschiedlichen Titeln der Werke, die Hippolyt verfasst haben soll. Die wenigsten sind im griechischen Original erhalten; dafür gibt es relativ viele (teils frühe) lateinische, syrische, koptische, arabische, äthiopische, armenische, georgische und altslawische Übersetzungen. Die Identifikation dieser Titel ist in der Forschung teilweise umstritten; es wurde auch schon erwogen, ob die antiken Autoren zwei Männer namens Hippolyt miteinander verwechselten bzw. verschmolzen.
Sicher ist, dass Hippolyt mehrere anti-häretische Schriften verfasste; eine erhaltene polemische Schrift gegen die Gnostiker (Refutatio omnium haeresium, „Widerlegung aller Häresien“) wird in der modernen Forschung einhellig Hippolyt zugeschrieben. Ebenfalls sicher ist, dass er eine Reihe exegetischer Schriften verfasst hat. Von diesen sind Kommentare zum Hohelied (in altgeorgischer Übersetzung), zum Buch Daniel und zur Apokalypse (De Christo et antichristo) erhalten; von weiteren exegetischen Schriften sind nur Fragmente überliefert. Mit dem Danielkommentar eng verwandt ist eine Weltchronik bis zum Jahre 234/235, die größtenteils nur in Übersetzungen erhalten ist. Eusebius erwähnt einen Canon paschalis, wohl ein Werk zur Berechnung des Ostertermins und wahrscheinlich verwandt mit der Ostertafel auf der erwähnten Statue.
Die sogenannten Canones Hippolyti, eine von der Traditio Apostolica beeinflusste Kirchenordnung, wurden Hippolyt früher ebenfalls zugeschrieben.

## Grab
Im Vicolo dei Canneti in Rom befindet sich der einzige Eingang zur Hippolyt-Katakombe, die sich über fünf Etagen erstreckt. Sie lag früher mitten in einem Gräberfeld an einer Nebenstraße der Via Tiburtina. Das Grab des Hippolyt wird hier vermutet. Im Laufe des vierten Jahrhunderts wurde dieser Grabraum und die umgebenden Gänge zu einer längsgestreckten, unterirdischen Basilika umgebaut. Im 5. Jahrhundert wurde zudem eine oberirdische, dreischiffige Kirche erwähnt, von der sich aber keine Reste erhalten haben. Zwei Inschriften, die um 1882 in der Hippolytkrypta aufgefunden wurden, berichten von der Zerstörung und dem späteren Wiederaufbau dieser Kirche unter Papst Vigilius († 555):

“Devastata ITERVM SVMMOTA plebe precantum priscum PERDIDERANT ANTRA sacrata decus”

„Von neuem zerstört, verloren – nach Vertreibung des Volkes der Beter – die heiligen Grotten ihre alte Zier.“

“LAETA DEO PLEBS SANCTA CANAT QUOD MOENIA CRESCVNT ET RENOVATA DOMVS MARTYRIs hippOLITI”

„Froh singe das heilige Volk Gott Gesänge, weil die Mauern wachsen und das erneuerte Haus des Märtyrers Hippolyt.“

Die erste Erwähnung der Hippolyt-Katakombe findet sich im 11. Buch des Peristephanon des spanischen Dichters Prudentius (* 348; † nach 405), der bei einem Rombesuch die Gräber verschiedener Heiliger beschrieben hat. Auch im Martyrologium Hieronymianum findet sich ein Hinweis: Es erwähnt mit Concordia (22.2.) und Genesius (24.8.) zwei weitere Heilige, die dort bestattet sind. Ferner nennt die Notitia Ecclesiarum Urbis Romae (Wegweiser für die Pilger des siebten Jahrhunderts) zwei weitere, weniger bekannte Märtyrer: Trifonia und Cyrilla.
Der italienische Archäologe Antonio Bosio war der erste, der die Katakombe am Ende des 16. Jahrhunderts erforschte. Er war jedoch überzeugt, einen Ausläufer der nahe gelegenen Katakombe von San Lorenzo fuori le Mura vor sich zu haben. Erst Marcantonio Boldetti identifizierte die Grabanlage als Hippolyt-Katakombe. Dabei halfen ihm notarielle Urkunden aus dem 12. und 13. Jahrhundert, in denen die Gegend „mons sancti Ypoliti“ genannt wurde. Weitere wissenschaftliche Untersuchungen wurden im 19. Jahrhundert von Giovanni Battista de Rossi durchgeführt. Der Friedhof wurde während des Zweiten Weltkrieges beschädigt, da er als Luftschutzbunker genutzt wurde.

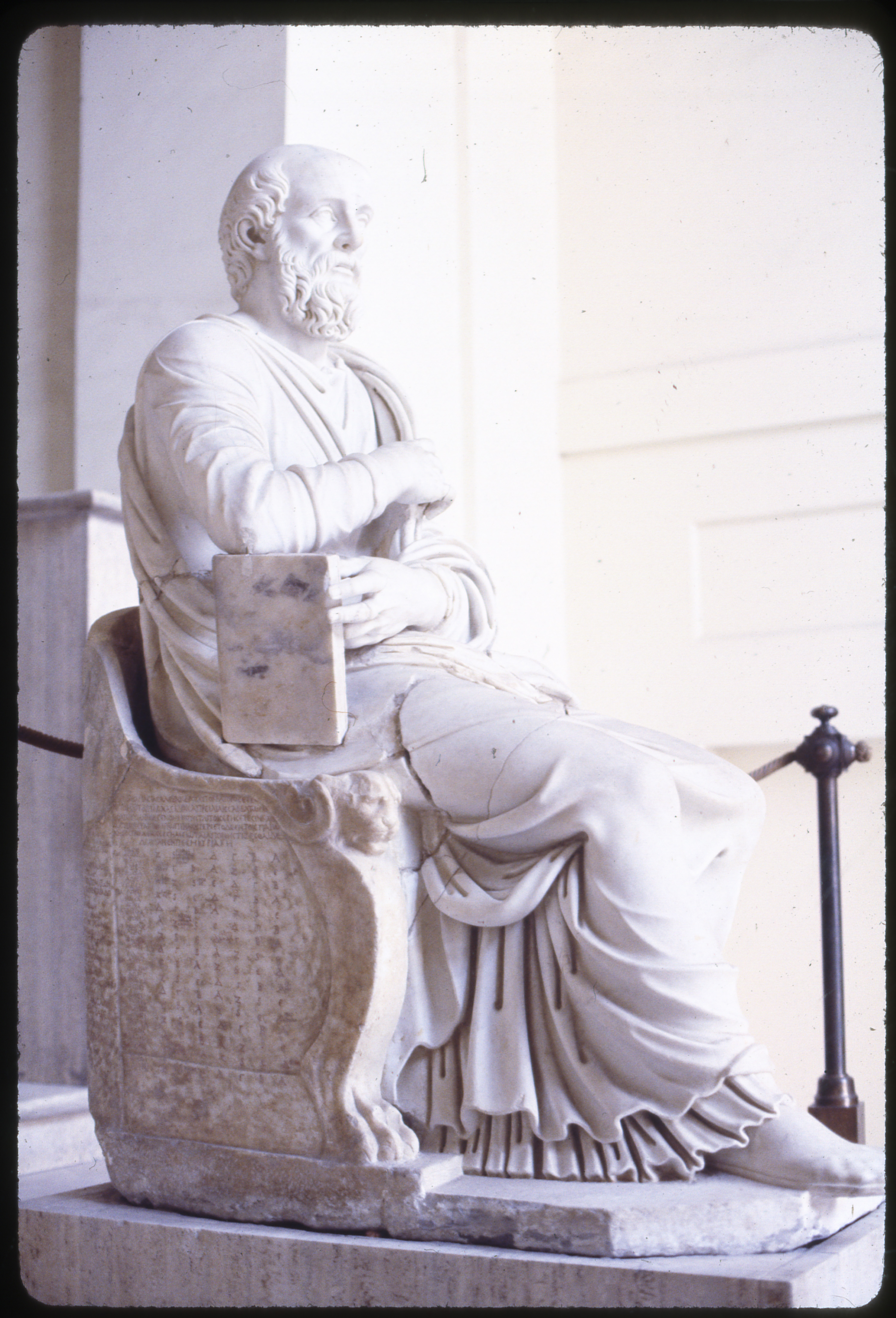
Sogenannte Hippolytstatue vom ager Veranus.

## Die angebliche Hippolyt-Statue
In der gleichen Gegend – im ager veranus abseits der Via Tiburtina – wurde 1551 von Pirro Ligorio ganz in der Nähe der Katakombe eine beschädigte Marmorstatue gefunden. Die Statue stellte ursprünglich eine Frau dar, wurde aber durch Ergänzung eines bärtigen Männerkopfes bewusst als Hippolyt restauriert, da die auf der Seite eingravierten Titel als Bibliografie seiner Werke verstanden wurden. Die Statue stand lange im Museum des Lateran. Seit 1951 befindet sie sich am Eingang der Vatikanischen Bibliothek.
Die Identifikation der Statue als Darstellung des Hippolyt spielte bis weit ins 20. Jahrhundert eine wichtige Rolle bei der Diskussion um die Autorschaft der Traditio Apostolica.

## Reliquienübertragung

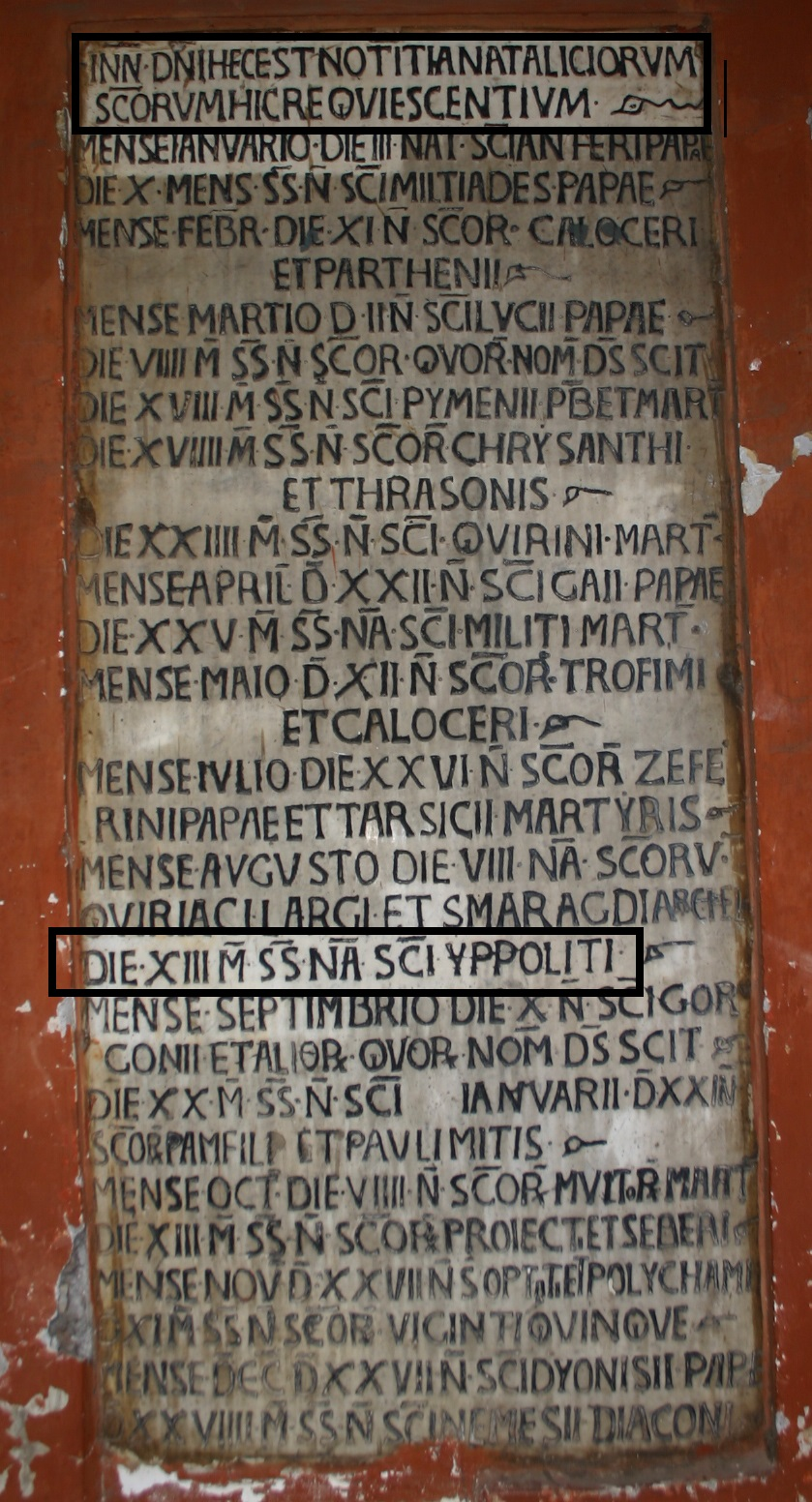
Inschrift in San Silvestro in Capite

Da die Gräber Hippolyts und der anderen Heiligen den römischen Bestattungsbräuchen folgend außerhalb der Stadtmauern lagen, waren sie nach dem Niedergang des römischen Reiches feindlichen Plünderungen unter anderem durch die Langobarden schutzlos ausgeliefert. Aus diesem Grund gingen die Päpste mehr und mehr dazu über, die gefährdeten Reliquien der Heiligen in die Innenstadtkirchen zu verlegen. So transferierte Paul I. die Überreste Hippolyts in die kurz zuvor fertiggestellte Kirche San Silvestro in Capite, wie eine Marmortafel im Vorhof der Kirche zeigt.
In der zweiten Hälfte des 8. Jahrhunderts weilte der einflussreiche Abt Fulrad von Saint-Denis im Auftrag des fränkischen Königs Pippins des Jüngeren mehrfach in Rom. Dort erhielt er aus unbekanntem Grund von Paul I. die Reliquien Hippolyts und übertrug sie nach Saint-Denis. Die dortige Abteikirche wurde ab 1137 durch die heutige Kathedrale ersetzt. In dieser Kirche gab es eine Hippolytkapelle, in der die Reliquien aufbewahrt wurden.

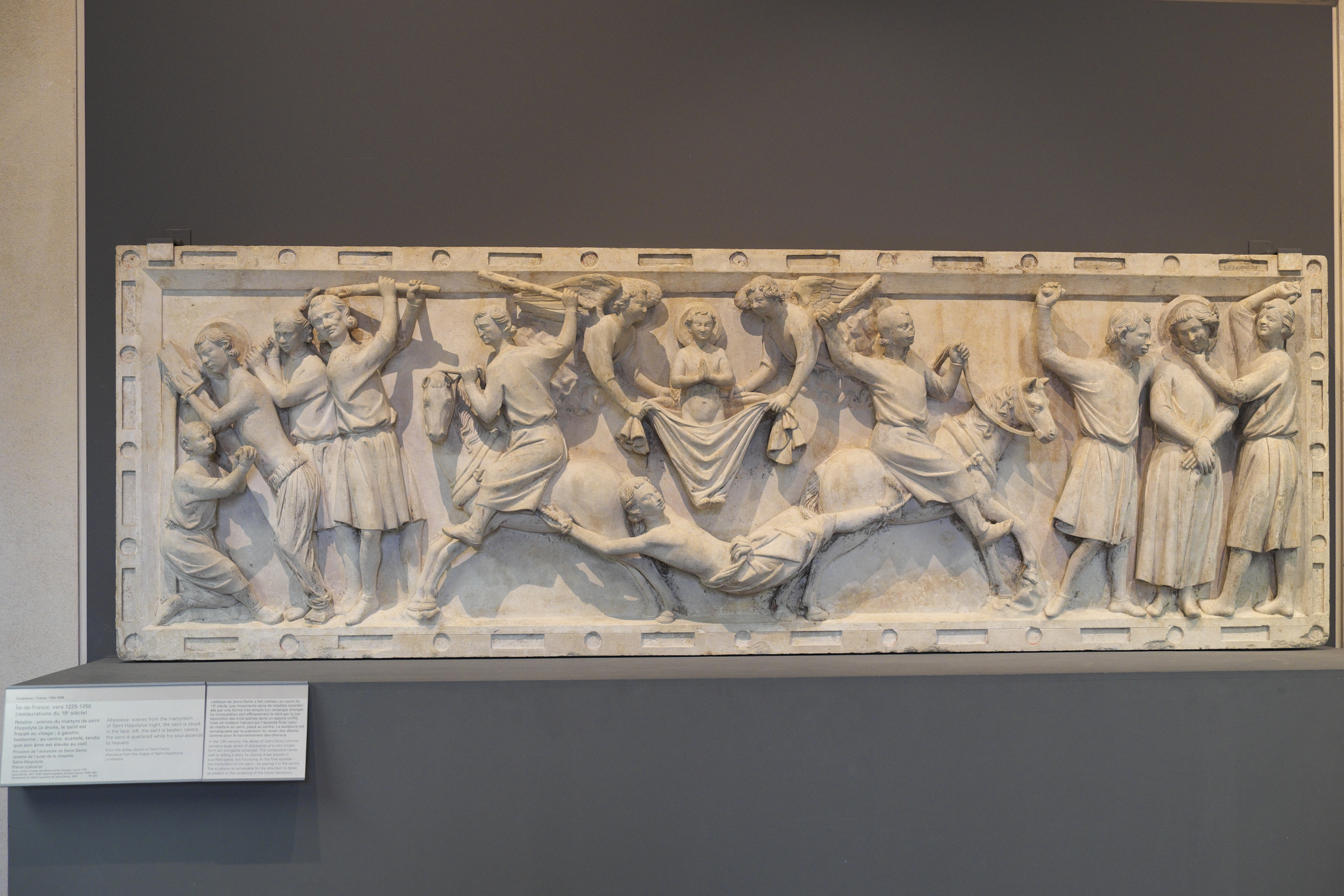
Altarretabel aus St.Denis im Louvre

Wandbild in St.Denis

Das (ursprünglich farblich gefasste) Altarretabel aus Kalkstein (Maße: 0,65 m × 1,95 m × 0,2 m) in dieser Kapelle stammt aus dem zweiten Viertel des 13. Jahrhunderts und stellt Szenen aus dem Martyrium des Heiligen dar: Auf der linken Seite des Reliefs wird er mit Ruten geschlagen, rechts durch Steinwürfe gefoltert. Das zentrale Bild zeigt die Zerreißung seines Körpers durch Pferde und die gleichzeitige Aufnahme seiner Seele in den Himmel. Es gehört seit 1881 zu den Beständen des Louvre, salle 4 bis.
Über diesem Altar befanden sich in einem vergoldeten und mit Emaille-Arbeiten verzierten Kupferschrein die Reliquien Hippolyts – zusammen mit denen seiner Amme Concordia, die der Legende nach mit ihm den Märtyrertod erlitten hatte.
Die Kapelle war an den Säulen und Wänden mit zahlreichen Statuen und Wandbildern ausgestattet. Eines dieser Bilder zeigt König Ludwig den Heiligen († 1270) zusammen mit den Königinnen Blanka von Navarra († 1398) und Johanna von Boulogne († 1360), die in der Hippolytkapelle bestattet waren. Ihre Überreste sind – genau wie die Reliquien Hippolyts, – in den Wirren der Französischen Revolution verloren gegangen.
Teile der Reliquien hatte Abt Fulrad dem von ihm an seinem Geburtsort gegründeten Kloster Fulradovillare, dem heutigen Saint-Hippolyte (früher St. Pilt) im Elsass übergeben. In der dortigen Pfarrkirche werden diese Überreste bis heute in einem gläsernen Schrein ausgestellt.
Seit vielen Jahrhunderten werden Hippolyt-Reliquien auch in St. Pölten in Niederösterreich verehrt. Obwohl Urkunden über eine zugehörige Translation fehlen, lassen sich begründete Vermutungen anstellen. Fulrad, dessen Kontakte ins heutige Süddeutschland mehrfach belegt sind, stand auch mit den adeligen Brüdern Adalbert und Oatkar, den Gründern des Klosters Tegernsee (vermutl. 765), in Verbindung. Nach einer alten Tradition erhielten sie von Fulrad Teile der Elsässer Hippolytreliquien und übertrugen sie nach Tegernsee. Der Hippolyt-Kult ist dort bis ins Mittelalter nachweisbar.
Wahrscheinlich hat sich das Kloster Tegernsee 791 am Awarenfeldzug Karls des Großen beteiligt und bekam deshalb Güter im neu eroberten Land zugesprochen. Auf einem dieser Besitztümer in der ehemaligen Römerstadt Aelium Cetium, dem heutigen St. Pölten, errichtete es um 800 ein Tochterkloster. Zwar gibt es hierfür keine Belege aus der Gründungszeit, doch noch 1030 forderte Tegernsee das Kloster im Streit mit dem Bistum Passau für sich. Hippolyt wurde der Patron des Klosters und der Klosterkirche. Dies schlug sich in der Benennung des Ortes nieder: 823 war der Ort noch nach dem nahegelegenen Fluss Traisma benannt, 976 findet sich die Bezeichnung „Traisima ad monasterium Sancti Yppoliti“, ca. 1030 „Abbatia ad Sanctum Yppolytum“, 1136 „apud Sanctum Ypolitum“, 1298 schließlich „Sand Pölten“. Es liegt nahe, dass es in diesem Zusammenhang zu einer Reliquien-Übertragung von Tegernsee nach St. Pölten gekommen ist, wo sie bis auf den heutigen Tag zu sehen sind.

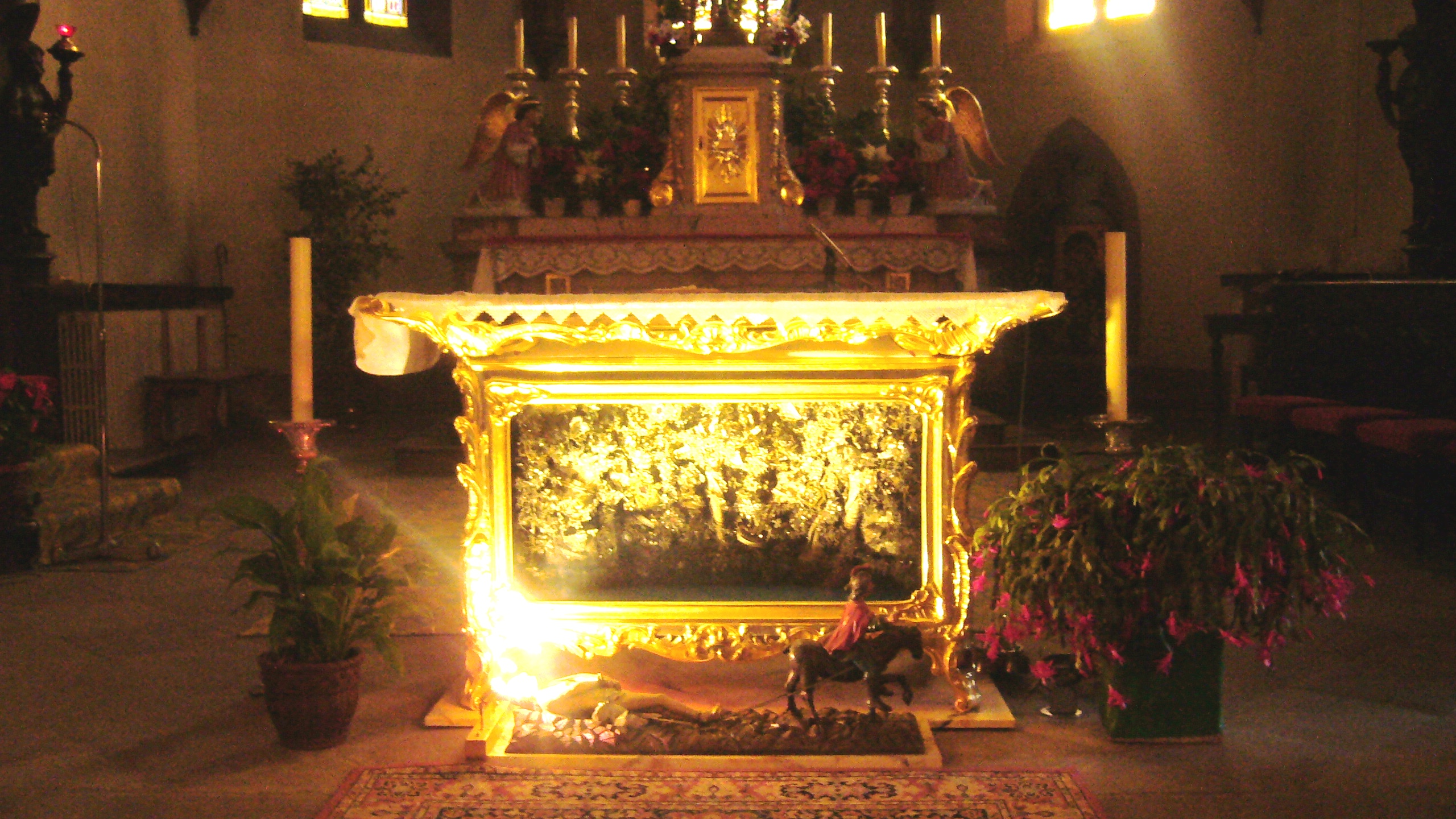
Schrein mit den Hippolytreliquien in St. Hippolyte, Elsass

Zusammenfassend lässt sich somit vermuten, dass die Hippolytreliquien im 8. Jahrhundert zunächst von den Katakomben nach San Silvestro in Capite in Rom, von dort auf dem Rückweg nach Saint-Denis nach St. Hippolyte im Elsass und von dort aus weiter über Tegernsee nach St. Pölten gelangt sind.
Dem steht gegenüber, dass in späteren Jahrhunderten noch weitere Übertragungen von Hippolytreliquien innerhalb Roms dokumentiert sind: Im 9. Jahrhundert unter Leo IV. (790–855) nach Santi Quattro Coronati und nach einer Inschrift aus dem 13. Jahrhundert nach San Lorenzo fuori le mura. Es lässt sich nicht mehr rekonstruieren, bei welcher der drei römischen Übertragungen die echten Gebeine Hippolyts den Ort gewechselt haben; die erste Translation hat das Gesetz der Wahrscheinlichkeit für sich. In den anderen Fällen wird es sich womöglich um „Berührungsreliquien“ handeln, also Gebeine Verstorbener, die in der Nähe Hippolyts bestattet worden waren.
Seit dem 10. Jahrhundert sind Reliquien Hippolyts außerdem in Gerresheim am Niederrhein nachweisbar.
Schon die älteste überlieferte Urkunde des Gerresheimer Frauenstifts vom 4. Februar 905 oder 906 erwähnt eine Wachszinspflicht gegenüber der „Kirche des heiligen Hippolyt, die in Gerresheim ist.“ Die angebliche Gründungsurkunde des Stiftes aus dem Jahr 870, in der Hippolyt ebenfalls erwähnt wird, ist eine Fälschung aus dem 12. Jahrhundert.
Es ist unklar, wie – und welche – Reliquien nach Gerresheim gelangt sind. Manche Autoren erwähnen Aachen als Zwischenstation. Aachen wird auch auf dem Sockel einer modernen Statue erwähnt, die im ehemaligen Kreuzgang von Gerresheim aufgerichtet wurde. Wahrscheinlich ist, dass der Gründer des Frauenstiftes, der Adelige Gerrich (Gerricus), diese Hippolytreliquien erworben und seine Stiftung mit ihnen ausgestattet hatte. Möglicherweise handelte es sich dabei um die Gebeine, die erst bei der oben erwähnten zweiten oder dritten Übertragung innerhalb Roms öffentliches Interesse geweckt hatten (also vermutlich Berührungsreliquien). Eher unwahrscheinlich ist, dass die menschlichen Überreste, wie im Jahrhundert davor, ebenfalls aus Fulrads Kloster im Elsass stammen – zu einer Verehrung gleich an vier Orten (St. Hippolyte, Saint-Denis, St. Pölten, Gerresheim) dürfte die Menge der vorhandenen Knochen kaum ausgereicht haben.
Die Reliquien blieben nicht lange in Gerresheim. Bei den verheerenden Ungarneinfällen von ca. 919 wurden die Klostergebäude völlig zerstört. Die Stiftsdamen suchten Schutz in Köln und nahmen dabei die Gebeine ihres Patrons mit. In Köln kamen sie für die nächsten Jahrhunderte bei der Frauengemeinschaft von St. Ursula unter. Hippolyt wurde so einer der vielen „Kölner“ Heiligen, ohne dass dadurch die Hippolytverehrung in Gerresheim abbrach. Erst im Jahr 1953 gelangten die Hippolytreliquien nach Gerresheim zurück. Ab 1992 befanden sie sich in einem neu angefertigten Reliquiar auf dem Hochaltar der dortigen Margarethenkirche. Später wurden sie in den neugotischen Hippolytusschrein übertragen. Dieser wurde 1871 von den Kölner Künstlern Heinrich und Johann Bong gefertigt und befindet sich auf dem Seitenaltar unterhalb der Orgel.
Weitere Reliquien werden in der heutigen Kathedrale des Bistums Porto-Santa Rufina Sacri Cuori di Gesù e Maria in La Storta verehrt. Möglicherweise handelt es sich dabei um einen zweiten Heiligen gleichen Namens, der in der römischen Hafenstadt wirkte.

## Legendenbildung

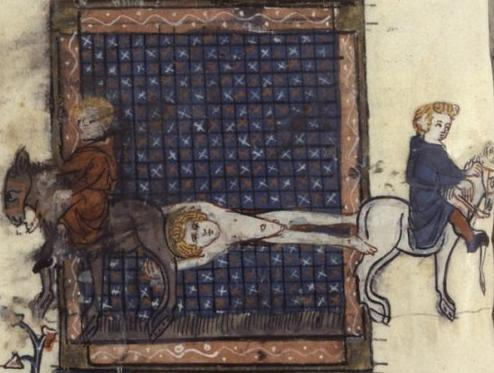
Martyrium des Hippolyt von Rom in einer Darstellung aus dem 14. Jahrhundert

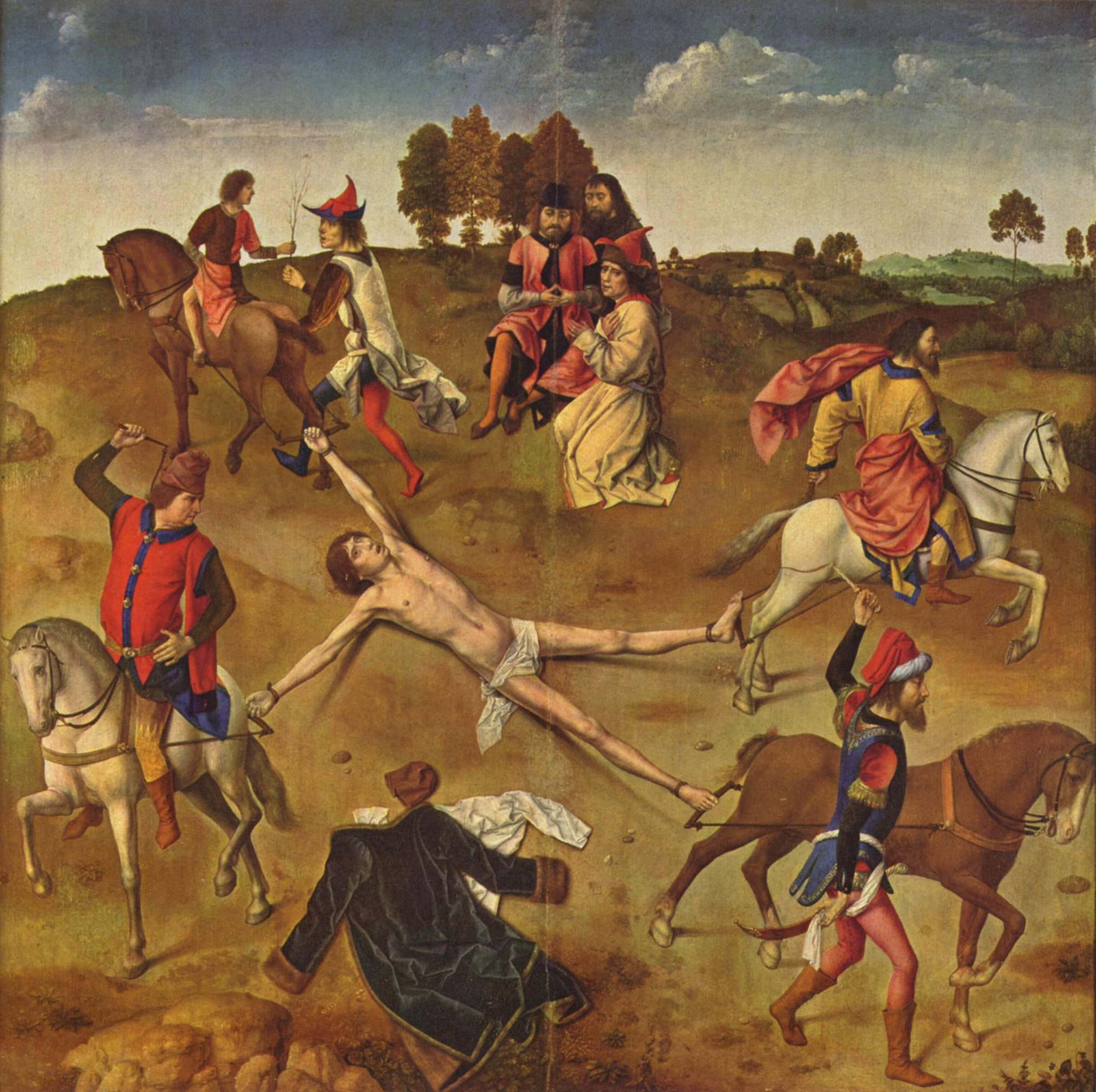
Martyrium des Hl. Hippolyt, Dierick Bouts, 1470–1475, Brügge, Museum der St.-Salvator-Kathedrale.

Die heutigen Kenntnisse über die Biographie Hippolyts wurden erst 1853 grundgelegt durch die Forschungsarbeiten von Ignaz von Döllinger. Zuvor – und in einigen Gemeinden bis heute – wurde Hippolyt nicht als Kirchenvater und Priester, sondern aufgrund einer wohl schon sehr früh entstandenen Legende als römischer Offizier verehrt. Es gibt keine gesicherten Erkenntnisse darüber, wie und wann dieser Übergang vom Priester zum Soldaten stattgefunden hat.
In der erwähnten Legende wird die Vita Hippolyts mit der des berühmten Märtyrers Laurentius von Rom sowie des Papstes Sixtus II. vermischt; beide starben jedoch erst 23 Jahre nach Hippolyt. Die Rahmenhandlung der Legende bildet die Christenverfolgung des Valerian (258 n. Chr.), bei der sowohl Papst Sixtus als auch sein Archidiakon Laurentius gefangen genommen werden. Hippolyt wird in seiner militärischen Funktion zur Bewachung des eingekerkerten Laurentius eingesetzt und im Gefängnis von diesem zum christlichen Glauben bekehrt. Als Christ teilt er bald das Schicksal von Laurentius und Sixtus. Da er sich weigert, dem Glauben abzuschwören, wird er zum Tode verurteilt und von vier Pferden in Stücke gerissen. Die Darstellung dieser Todesart findet sich in zahlreichen mittelalterlichen Bildern wieder; auch im Wappen des elsässischen Saint-Hippolyte ist sie abgebildet. Hippolyt wurde dadurch zum Schutzpatron der Pferde.
Die Ursprünge dieser „Offizierslegende“ liegen im Dunkeln. Möglicherweise war die räumliche Nähe der Hippolytkatakombe zum Grab des Laurentius in San Lorenzo fuori le mura an der Via Tiburtina ein Anlass zu ihrer Ausbildung. Ein erster schriftlicher Hinweis findet sich bereits im oben erwähnten Werk des Prudentius († nach 405). Er beschreibt dort ein Bild (vermutlich ein Fresko) in der Nähe des Grabes Hippolyts, auf dem dieser als Priester von Pferden zu Tode geschleift wurde. Inwieweit sich diese Abbildung tatsächlich auf den Priester Hippolyt oder aber auf die in Rom sehr populäre Legende der namensgleichen, mythologischen Gestalt des Hippolytos, der ebenfalls von Pferden zu Tode geschleift wurde, bezieht, lässt sich nicht mehr rekonstruieren. Reste des Bildes sind bis heute nicht aufgefunden worden.
So bleibt es eine Theorie, dass eine Abbildung des Sterbens des mythologischen Hippolytos in der Nähe des Grabes des Priesters Hippolyt spätere Generationen zu der Annahme verleitet habe, das Bild beziehe sich auf den Priester und beschreibe dessen Todesart. Wie aber aus dem Priester ein Offizier und Wächter des Laurentius geworden sein soll, ist nicht geklärt. Möglicherweise hat nicht nur die erwähnte Nähe der Gräber, sondern auch die Aufeinanderfolge der Festtage (Laurentius am 10. August, Hippolyt am 13. August) zur Entstehung einer gemeinsamen Legende geführt.

Hippolyt mit Sixtus und Laurentius (Ravenna)

Neben dieser schriftlichen Quelle zur Datierung der Legende gibt es Hinweise aus der Kunst. So werden Hippolyt, Laurentius und Sixtus bereits im 4. Jh. auf dem bekannten Mosaik in Sant’Apollinare Nuovo in Ravenna nebeneinander abgebildet, was den Schluss auf eine Verbindung zwischen den Dreien zulässt. Ein ähnlicher Hinweis findet sich in Sankt Laurentius vor den Mauern in Rom: Auch dort ist Hippolyt – neben den „Apostelfürsten“ Petrus und Paulus sowie dem Kirchenstifter Pelagius II. – in herausgehobener Position abgebildet.

## Heiligenverehrung
Hippolyt ist der Namenspatron der Stadt St. Pölten und von Saint-Hippolyte (Sankt Pilt) im Elsass; er wird als Schutzpatron der Städte Delft und Zell am See (hier auch im Wappen), der Gefängniswärter und der Pferde verehrt, da der Name Hippolytos „Pferdebefreier“ bedeutet. Der Heilige wird auch bei Körperschwäche angerufen.
Sein katholischer Gedenktag (nicht geboten) ist der 13. August; in den orthodoxen Kirchen wird seiner am 10. August gedacht. In Reims (Übertragung der Gebeine) wird der 11. August als Gedenktag Hippolyts begangen.

## Textausgaben und Übersetzungen
Zur Refutatio omnium haeresium (Philosophumena) und zur Traditio apostolica siehe die jeweiligen Hauptartikel:
- Hippolyt von Rom: Danielkommentar. Eingeleitet, übersetzt und kommentiert von Katharina Bracht (= Bibliothek der griechischen Literatur. Band 80). Anton Hiersemann, Stuttgart 2016, ISBN 978-3-7772-1614-0.